# Овчаренко Наталія Федорівна
Наталія Федорівна Овчаре́нко (нар. 9 квітня 1950, Київ) — український літературознавець, доктор філологічних наук з 1997 року.

## Життєпис
Народилася 9 квітня 1950 року в місті Києві (нині Україна); дочка хіміка Федора Овчаренка та медика Інги Касьяненко. 1972 року закінчила факультет романо-германської філології Київського університету.
З 1975 року працює в Інституті літератури Академії наук Української РСР (нині Інститут літератури імені Тараса Шевченка НАН України). 1975 року захистила кандидатську дисертацію на тему «Антимілітаристський роман Сполучених Штатів Америки», 1996 року — докторську дисертацію на тему «Модель ідентичності в канадському літературно-художньому і літературно-критичному контексті». З 2009 року обіймає посаду завідувача відділу зарубіжних і слов'янських літератур.

## Наукова діяльність
До сфери наукових інтересів входять проблемами англо- та франкомовної літератур Канади. Авторка літературно-критичних статей, розділів колективних досліджень та індивідуальних монографій:
- «Англоязычная проза Канады» (1983);
- «Канадская литература XX века: три грани эволюции» (1991);
- «Міфологема землі в канадській і українській прозі» (1996);
- «Канадський літературний канон на зламі століть» (2006);
- «Романи-антиутопії Маргарет Е. Етвуд» (2006);
- «Парадигма пам'яті: канадський дискурс (творчий портрет Тімоті Ірвінга Фредеріка Фіндлі)» (2011);
- «Синкретизм художніх систем (на матеріалі канадської прози)» (2011);
- «Постколоніальні проекції канадської прози» (2018).

Авторка статей до Енциклопедії сучасної України.